# Sphaerospora armatura
Sphaerospora armatura is een microscopische parasiet uit de familie Sphaerosporidae. Sphaerospora armatura werd in 1974 beschreven door Yoshino & Moser. 